# Съединител

## Определение
Съединителят е машинен елемент в задвижването, който служи за съединяване на валове и други машинни елементи (зъбни колела; барабани и др.). Основното му предназначение е да предава въртящ момент от един вал на друг или от вал на свободно поставен върху него машинен елемент (ремъчна шайба, зъбно колело и др.).
Най-важната част от триещия съединител е задвижващият диск, който предава въртящия момент от коляновия вал. Той се състои от метален диск, върху предната и задната плоскост, на който са залепени и захванати с нитове тънки дискове от специален фрикционен материал – феродо. Феродото (името му идва от фирмата, която първа го е създала) е изработено от азбест и месингови стружки, споени с пластмасови смоли. То има голям коефициент на триене, който се запазва при висока температура – до 400 градуса по Целзий. Феродовият (задвижваният) диск се притиска силно към задвижващия (към маховика) от притискателния диск. Силата на притискане се създава от 6 – 8 големи пружини или от една централна такава. При различните автомобили има и различни видове съединители.

## Предназначение
Съединителите трябва да са конструирани така че:
- Да създават кинематична и силова връзка между задвижващия и изпълнителния механизъм.
- Да компенсират несъосността на съединяваните валове (несъосността може да се получи поради неправилен монтаж или неточна изработка).
- Да „гасят“ възникващите при работа трептения, тласъци и удари.
- Да предпазват елементите на задвижването от претоварване.
- Да съединяват и разделят бързо валовете или елементите.
- Да облекчават работата на машините.
- Да ограничават ъгловата скорост.

## Изисквания
- надеждно предаване на въртящия момент
- да осигурява плавно и пълно включване
- пълно изключване
- въртящите се части да имат минимален инерционен момент
- добро извеждане на топлината от триещите се повърхности
- предпазване на елементите на трансмисията от динамичните натоварвания
- въртящите се части да имат добра уравновесеност (баланс)
- съединителят да има минимални размери и маса
- да има просто устройство и лесно техническо обслужване

## Класификация
Според принципите на действие съединителите за свързване на валове се делят на: механични, хидравлични и електрически.
В електрическите и хидравличните се използва действието на електрическите (магнитни) и хидродинамични сили.
Механични съединители:
- Постоянни (неуправляеми, постоянно включени):

1. Твърди съединители.
2. Твърди „компенсиращи“ съединители – не съдържат еластични елементи.
3. Еластични съединители – с метални и неметални еластични елементи.

- Управляеми:триещ конусен съединител #Съединители за включване и изключване – палцови и зъбни.

1. Триещи съединители – нормално включени и нормално изключени.
2. Магнитни съединители

- Самоуправляеми (автоматични):

1. Центробежни – самоуправляеми по отношение на ъгловата скорост.
2. Предпазни – самоуправляеми по отношение на предавания въртящ момент.
3. Изпреварващи – самоуправляеми по отношение на посоката на въртене.